# Tramwaje w Maipú
Tramwaje w Maipú − zlikwidowany system komunikacji tramwajowej w Maipú w Chile.

## Historia
Około 1910 spółka Ferrocarril Urbano de Maipú otworzyła linię tramwaju konnego. Linia o rozstawie szyn wynoszącym 750 mm połączyła dworzec kolejowy i miasto. Trasa kończyła się koło pomnika upamiętniającego bitwę pod Maipú. W 1918 spółka zmieniła nazwę na Ferrocarril Urbano Campos de Batalla de Maipú. W 1921 tramwajami przewieziono 75 tys. pasażerów. Linię zamknięto w latach 30. XX w. 